# Other Side of This Life
| Recensione              | Giudizio |
| ----------------------- | -------- |
| AllMusic                | [ 2 ]    |
| Dizionario del Pop-Rock | [ 3 ]    |
| 24.000 dischi           | [ 4 ]    |

Other Side of This Life è un album live e studio del cantautore statunitense Fred Neil, pubblicato dalla casa discografica Capitol Records nel gennaio del 1971.
L'album sarà l'ultima uscita ufficiale nella discografia del cantautore, seguiranno solo Compilation.

## Tracce

### LP
Lato A
Testi e musiche di Fred Neil.
1. Introduction – 0:22 – Registrato dal vivo il 10 luglio 1970 al The Elephant di Woodstock, New York
2. Other Side of This Life – 2:43 – Registrato dal vivo il 10 luglio 1970 al The Elephant di Woodstock, New York
3. Roll on Rosie – 3:45 – Registrato dal vivo il 10 luglio 1970 al The Elephant di Woodstock, New York
4. The Dolphins – 4:36 – Registrato dal vivo il 10 luglio 1970 al The Elephant di Woodstock, New York
5. That's the Bag I'm In – 2:48 – Registrato dal vivo il 10 luglio 1970 al The Elephant di Woodstock, New York
6. Sweet Cocaine – 3:13 – Registrato dal vivo il 10 luglio 1970 al The Elephant di Woodstock, New York
7. Everybody's Talkin' – 3:35 – Registrato dal vivo il 10 luglio 1970 al The Elephant di Woodstock, New York

Lato B
Testi e musiche di Fred Neil, eccetto dove indicato.
1. Come Back Baby – 2:33 (Tradizionale, arrangiamento di Les McCann) – Registrato il 29 ottobre 1970 a Hollywood, California
2. Badi-Da – 2:48 – Registrato il 13 marzo 1969 a Nashville, Tennessee
3. Prettiest Train – 4:31 (Tradizionale, arrangiamento di Fred Neil) – Registrato il 9 ottobre 1967 a Hollywood, California
4. Ya Don't Miss Your Water – 2:32 (Tradizionale, arrangiamento di Fred Neil) – Registrato il 23 ottobre 1967 a Hollywood, California
5. Felicity – 1:34 – Registrato il 24 ottobre 1967 a Hollywood, California[5]

## Musicisti
- Fred Neil – voce, chitarra
- Monte Dunn – chitarra (brani: Other Side of This Life, Roll on Rosie, The Dolphins, That's the Bag I'm In, Sweet Cocaine e Everybody's Talkin')
- Les McCann – piano, arrangiamento (brano: Come Back Baby)
- Vince Martin – chitarra (brano: Badi-Da)
- Gram Parsons – voce, piano (brano: Ya Don't Miss Your Water)
- Cyrus Faryar – chitarra (brano: Ya Don't Miss Your Water)
- Bruce Langhorn – chitarra (brano: Ya Don't Miss Your Water)
- Peter D. Childs – chitarra acustica (brano: Ya Don't Miss Your Water)
- James E. Bond – basso acustico (brano: Ya Don't Miss Your Water)[5]

Note aggiuntive
- Howard L. Solomon – produttore (per la Bagimin Music)
- Michael Kapp – produttore esecutivo
- Lyle Fain e Fred Ehrhardt (Fedco Audio Labs) – ingegneri delle registrazioni (brani Live: A1-A7)
- Nick Venet – direttore di registrazione (brani: B1-B5)
- Tony Gulliver – foto copertina album
- Ringraziamento speciale a: Jac Holzman e Elektra Records[6]